# Claudia Hernández González
Claudia Hernández González là một nhà văn truyện ngắn người Salvador. Cô sinh ra ở El Salvador năm 1975. Cô đã được trao Giải thưởng Anna Seghers năm 2004. Cô được coi là một trong những nhà văn người Salvador sống nổi tiếng. Nhiều câu chuyện của cô liên quan đến các yếu tố kỳ cục của cuộc sống trong và sau cuộc nội chiến.